# جيم كوان
جيم كوان (بالإنجليزية: Jim Cowan)‏ هو محامي وسياسي كندي، ولد في 22 يناير 1942 في هاليفاكس في كندا. حزبياً، نشط في الحزب الليبرالي الكندي وكتلة مجلس الشيوخ الليبرالي ‏ (29 يناير 2014 – ). وقد انتخب عضو مجلس الشيوخ الكندي.